# Deinodryinus velteni
Deinodryinus velteni es una especie extinta de Deinodryinus perteneciente a la familia de avispas Dryinidae. La especie se conoce gracias a un fósil del Eoceno encontrado en la región del Báltico.

## Historia y clasificación
Deinodryinus velteni se conoce por un solo fósil, el holotipo, un espécimen sin numerar que se encuentra en la Paläontologie – Sektion Bernstein del Museo Estatal de Historia Natural de Stuttgart en Alemania. El espécimen es una avispa hembra adulta completa. Se conserva como una inclusión en un trozo transparente de ámbar. El ámbar data de entre 40 y 45 millones de años. Al ser ámbar báltico fue dispersada por el mar, no es posible identificar una localidad tipo más específica que la región báltica.  
Deinodryinus velteni fue estudiado por primera vez por los paleoentomólogos Adalgisa Guglielmino y Massimo Olmi, ambos de la Universidad de la Tuscia. La descripción de 2011 de Guglielmino y Olmi de la nueva especie fue publicada en la revista en línea ZooKeys. El epíteto específico velteni es en honor de Jürgen Velten, quien prestó a los autores especímenes que estudiaron. D. velteni es la más reciente de las tres especies de Deinodryinus que se describen a partir del registro fósil: Deinodryinus areolatus también se conoce de un fósil preservado en ámbar báltico, mientras que Deinodryinus? aptianus solo se conoce por un fósil de compresión en roca marga de origen mongol.

## Descripción
Este espécimen holotipo es una hembra adulta completa con una coloración general de marrón a negro, excepto el palpo, que es de color rojo ladrillo opaco. La hembra mide 4 milímetros de longitud, con antenas que son aproximadamente tres veces la longitud de la cabeza y alas delanteras macropterosas. Las antenas están compuestas por diez segmentos, densamente vellosos y con una estructura claramente claviforme. Las alas anteriores tienen tres células en la base que están formadas por venas pigmentadas. Las alas anteriores tienen un pterostigma que es aproximadamente cinco veces más largo que ancho, y una vena estigmal que no tiene forma de "S". Tanto las alas delanteras como las traseras están ligeramente oscurecidas, en lugar de hialinas como se ven en las otras dos especies fósiles descritas de Deinodryinus. La longitud de la vena estigmal se usa para diferenciar D. areolatus de D. velteni. D. velteni tiene la porción distal de la vena mucho más larga que la porción proximal, al contrario que D. areolatus donde las dos porciones tienen aproximadamente la misma longitud.